# Cecilia Lavelli
Cecilia Lavelli (Torino, 2 giugno 1906 – Torino, 14 luglio 1998) è stata una pittrice e modella italiana.
Fu pittrice di paesaggi e nature morte, nonché modella apprezzata da pittori e soprattutto scultori che a lei si ispirarono per vari monumenti torinesi. Il suo volto fu rappresentato dallo scultore Edoardo Rubino nella colossale Vittoria Alata del Faro della Vittoria posta sulla sommità del colle della Maddalena presso Torino. Fu collaboratrice, oltre che dell'Accademia Albertina di Belle Arti, anche di molti artisti, fra i quali Cesare Ferro, Felice Casorati, Daphne Casorati Maugham.
Cecilia Lavelli fu madre dell'artista e scultore torinese Piero Gilardi.